# Dichochrysa ussuriensis
Dichochrysa ussuriensis là một loài côn trùng trong họ Chrysopidae thuộc bộ Neuroptera. Loài này được Makarkin miêu tả năm 1985.